# Ciudad del Niño (métro de Santiago)
Ciudad del Niño est une station de la Ligne 2 du métro de Santiago, dans la commune de San Miguel.

## Histoire
La station est ouverte depuis 1978. Elle est située à l'intersection de la Gran Avenida avec Varas Mena est situé juste au-dessus de la station.

## Origine étymologique
Le nom de cette station provient de la Ciudad del Niño Presidente Juan Antonio Ríos (es), un ancien foyer pour enfants abandonnés. Les terrains de l'ancienne Ciudad del Niño, situés à quelques rues au sud de la station, abritent désormais l'atelier Lo Ovalle de la ligne 2 du métro.
Elle était autrefois symbolisée par la silhouette de trois enfants se tenant la main.